# Skowronno Dolne
Skowronno Dolne est une localité polonaise de la gmina et du powiat de Pińczów en voïvodie de Sainte-Croix.